# Kobylki (Russie)
Kobylki (en russe : Кобылки) est un village du selsoviet de Kobylki du raïon de Glouchkovo dans l'oblast de Koursk, en Russie. Sa population s'élevait à 1 171 habitants au recensement de 2021.

## Géographie
Le village de Kobylki se situe dans l'oblast de Koursk, un oblast de la partie européenne de la Russie. Le village fait partie du raïon de Glouchkovo, avec Glouchkovo comme centre administratif. Il se trouve dans le selsoviet de Kobylki, une municipalité dont il est le chef-lieu.

## Démographie
Recensements (*) et estimations de la population :
| 2002 * | 2010* | 2021* | - |
| ------ | ----- | ----- | - |
| 1 291  | 1 179 | 1 171 | - |